# Azar Andami
Azar Andami (in persiano آذر اندامی‎; Rasht, 8 dicembre 1926 – Teheran, 19 agosto 1984) è stata un medico e una ricercatrice iraniana.
Interrotti gli studi dopo il diploma lavorò come insegnante per il Ministero della Cultura per poi iscriversi all'università nel 1947. Laureatasi in medicina nel 1953 all'Università di Teheran, si specializzò in ginecologia. 
Nel 1966 all'Istituto Pasteur di Teheran sviluppò un vaccino contro El Tor, uno dei due biotipi del colera che possono infettare l'uomo e di cui era esplosa un'epidemia in Iran. In riconoscimento di ciò ottenne una borsa per studiare batteriologia a Parigi.
Le è stato dedicato un cratere sul pianeta Venere.